# 잘루
잘루(아랍어: جالو, 영어: Jalu)는 리비아 알와하트 주의 도시다. 2001년부터 2007년까지는 아지다비야 주에 속하였다. 2010년 기준으로 인구는 7,963명이다.